# Yaroslav Jereboukh
Yaroslav Volodimirovitch Jereboukh (en ukrainien : Яросла́в Володи́мирович Жеребу́х), transcription anglaise Yaroslav Zherebukh) est un joueur d'échecs ukrainien puis américain né le 14 juillet 1993 à Lviv.
Au 1er mai 2017, il est le onzième joueur américain et le 152e joueur mondial avec un classement Elo de 2 632 points.

## Biographie et carrière
Avec l'équipe d'Ukraine, Jereboukh remporta la médaille d'argent par équipe lors de l'olympiade des moins de seize ans en 2006 (il jouait au troisième échiquier).
Jereboukh obtint sa dernière norme de grand maître international  à quinze ans et trois mois en 2009. Il remporta seul l'Open de Cappelle-la-Grande de 2010 avec 7,5 points sur 9.
Il a représenté l'Ukraine lors de la coupe du monde d'échecs 2011 à Khanty-Mansiïsk où il parvint en huitième de finale en battant successivement Pavel Eljanov au premier tour, Rubén Felgaer au deuxième tour et Shakhriyar Mamedyarov avant d'être éliminé par David Navara.
Depuis 2015, il est affilié à la fédération américaine. En 2017, il finit sixième parmi les douze joueurs du championnat d'échecs des États-Unis avec la moitié des points (5,5 / 11) et une victoire sur le numéro quatre mondial et numéro deux américain Fabiano Caruana.
En 2017, il est battu au premier tour de la Coupe du monde par l'Américain Alexander Onischuk.
Lors de la Coupe du monde d'échecs 2021, il bat le Grec Evgenios Ioannidis au premier tour, puis perd au deuxième tour face à Alexeï Chirov.
| Année | Lieu            | Résultat                           | Ultime adversaire  | Adversaires battus                                 |
| ----- | --------------- | ---------------------------------- | ------------------ | -------------------------------------------------- |
| 2011  | Khanty-Mansiïsk | quatrième tour (huitième de finale | David Navara       | Pavel Eljanov Rubén Felgaer, Shakhriyar Mamedyarov |
| 2017  | Tbilissi        | premier tour                       | Alexander Onischuk |                                                    |
| 2021  | Sotchi          | deuxième tour                      | Alexeï Chirov      | Evgenios Ioannidis                                 |